# Дынов, Юрий Зиновьевич
Ю́рий Зино́вьевич Ды́нов (21 августа 1926 года, Киев — 5 октября 2001 года, Ричмонд) — украинский советский артист оперетты, певец (баритон), театральный режиссёр и драматург XX века. Заслуженный артист УССР (1958).

## Биография
Родился в Киеве 21 августа 1926 года в семье знаменитого виолончелиста Зиновия Дынова.
Получил разностороннее образование.
- 1951 год: закончил Киевскую консерваторию;
- 1952 год: закончил филологический факультет Киевского университета;
- 1962 год: закончил Высшие режиссерские курсы при ГИТИСе[2].

В 1946—1947 годах работал актёром в Московском театре оперетты. С 1951 по 1982 год играл на сцене Одесского театра Музкомедии. За свою карьеру сыграл 69 ролей (по другой информации, около ста), каждый выход Дынова на сцену становился событием театральной жизни Одессы.
В 1970 году написал пьесу в стихах, посвящённую жизни Александра Сергеевича Пушкина «Всего тринадцать месяцев». Пьеса многократно ставилась в разных городах Советского Союза (выдержала больше тысячи представлений) и имела большой успех.
В 1982 году по причине начавшейся болезни Паркинсона и нежелания обманывать зрителей из-за своего возраста оставил театральную сцену. С 1984 года занимался режиссерской деятельностью, писал стихи.
Умер 5 октября 2001 года в США, в городе Ричмонд, штат Вирджиния.

## Известные театральные роли
- Геннадий (Оскар Сандлер, музыкальная комедия «Четверо с улицы Жанны», 1967);
- Генрих (Иоганн Штраус, оперетта Летучая мышь, 1954);
- Граф Данило (Франц Легар, оперетта «Веселая вдова»);
- Дон Оттавио (Марк Самойлов, оперетта «Дон Жуан в Севилье», 1980);
- Игорь (Марк Самойлов (Лившиц), Михаил Петров (Михайлов)[5] и Георгий Портнов, «Верка, Надежда, Любовь», 1967)
- Кин (Николае Константинеску, оперетта «Кин», 1971);
- Ликон (Герасе Дендрино, оперетта «Лисистрата», 1962);
- Никита (Николай Стрельников, оперетта «Холопка, 1951);
- Одиноков (Константин Певзнер, «Всегда с любимой», 1954);
- Пали Рач (Имре Кальман, оперетта «Король скрипачей», 1982);
- Роман Волгин (Евгений Жарковский, оперетта «Морской узел», 1950);
- Тассило (Имре Кальман, оперетта «Марица»)
- Фариди (Оскар Сандлер, оперетта «Дарите любимым тюльпаны», 1957);
- Ферри (Имре Кальман, оперетта «Сильва», 1975);
- Франсуа (Оскар Сандлер, героическая комедия «На рассвете», 1964);
- Фред Грэм / Петруччо (Коул Портер, мюзикл «Целуй меня, Кэт!»);
- Фрэнсис (Оскар Фельцман, музыкальная комедия «Донна Люция», 1975);
- Шарль Фавар (Жак Оффенбах, оперетта «Жюстина Фавар»);
- Шахар (Оскар Сандлер, оперетта «Невесты не должны плакать», 1959);
- Эдвин (Имре Кальман, оперетта «Сильва», 1947, 1962);
- Эрнест Борисович (Оскар Фельцман, музыкальная комедия «Старые дома», 1979);
- Янко (Исаак Дунаевский, оперетта «Вольный ветер», 1947).

## Фильмография
- Чарли (фильм-спектакль «Майя», 1971).

## Литературные произведения
- Страсти святого Микаэля (Комедианты), музыкальная комедия в трёх действиях (музыка Марка Самойлова, пьеса Игоря Беляева и Валентина Валового, стихи Юрия Дынова, 1982)[6][7][8]
- Дворец прекрасной дамы (Дорогая Памела / Не пришить ли нам старушку?), мюзикл в двух действиях (музыка Марка Самойлова, либретто Владимира Валового и Юрия Дынова по пьесе Дж. Патрика, 1985)[6][7][9][10]

- Лисистрата (русская версия, 1962)[6]
- Кин (русская версия, 1971)[6]

- Всего тринадцать месяцев : (Пушкин в Одессе) : драматическая поэма в стихах / Юрий Зиновьевич Дынов. — Одеса : Маяк, 1994. — 200, [3] с. : ил., портр.; 11 см. — ISBN 5-7760-0503-5.

- Весёлая история (1963)[11]
- Одесса — мой город родной (1964)[11]
- Нам — 25 (1973)[11]
- Пришла весна сороковая (1984)[11]

### Стихи
- Главная роль (сборник стихов, 2001)[12][13]
- Вечный двигатель любви (сборник стихов, 2011)[12][14]